# Archie Gumede
Archibald „Archie“ Jacob Gumede (* 1. März 1914 in Pietermaritzburg; † 27. Juni 1998 in Durban) war ein südafrikanischer Politiker, Anwalt und Anti-Apartheid-Aktivist. Unter anderem war er Gründungspräsident der United Democratic Front.

## Leben
Gumedes Vater war Josiah Tshangana Gumede, von 1927 bis 1930 Präsident des African National Congress (ANC), seine Mutter Lilian Gumede, geborene Mgqogqoza. Er legte 1932 sein Matric am Lovedale Institute bei Alice ab un studierte am South African Native College, der späteren University of Fort Hare. Er belegte einen Medizinkurs, schied nach zwei Jahren aber aus. Während des Studiums hatte er Kontakt mit Zachariah Keodirelang Matthews und Davidson Don Tengo Jabavu. Er kehrte 1936 nach Natal zurück und arbeitete fortan als Gesundheitsassistent und -inspektor. 1940 begann er, als Angestellter in Anwaltskanzleien zu arbeiten. 1949 trat er dem ANC bei, in dem er an der Seite Selby Msimangs bald zum Assistant Branch Secretary von Pietermaritzburg aufstieg. 1951 wurde er Assistant Secretary des ANC für Natal. Er wurde zum engen Mitarbeiter des ANC-Präsidenten Albert Luthuli und bereitete zusammen mit dem Natal Indian Congress für Natal den Congress of the People vor, der 1955 in Kliptown stattfand. Dort führte er die Delegierten Natals an. 
Nach der Gründung der Liberal Party trat er Mitte der 1950er Jahre dieser Partei bei, die er als Unterstützer des ANC und anderer Congress-Parteien sah, und zählte dort zu den führenden Politikern. 1956 wurde er mit 155 weiteren Personen im Treason Trial angeklagt, im Oktober 1957 jedoch freigesprochen. Nach dem Massaker von Sharpeville im Jahr 1960 wurde er erneut festgenommen, bald aber wieder freigelassen. Er nahm im März 1961 an der All-In-Conference von Oppositionsgruppen in Pietermaritzburg teil, auf der unter Führung von Nelson Mandela ein vorerst letztes Mal versucht wurde, den Konflikt mit der Apartheid-Regierung gewaltfrei zu lösen. Im Oktober 1963 wurde er aufgrund des Suppression of Communism Act fünf Jahre gebannt; bis Februar 1964 war er abermals inhaftiert.
1958 hatte Gumede ein Jurastudium an der University of South Africa begonnen, das er 1966 mit einem Attorney’s Admission Diploma abschloss. 1966 wurde er als Anwalt zugelassen, 1970 eröffnete er eine eigene Anwaltspraxis in Pinetown bei Durban. Nach einem Appell Percy Qobozas im Sowetan im Jahr 1979 schloss sich Gumede dem Release Mandela Committee an, das die Freilassung Nelson Mandelas forderte. 1982 wurde er Chairman des Komitees. 1983 erfolgte bei der Gründungsversammlung der oppositionellen United Democratic Front in Mitchell’s Plain bei Kapstadt neben Oscar Mpetha und Albertina Sisulu seine Wahl zum Präsidenten dieser Organisation. 1984 sollte er erneut inhaftiert werden; er flüchtete jedoch mit fünf ebenfalls zur Fahndung ausgeschriebenen Oppositionellen in das britische Konsulat in Durban. Diplomatische Bemühungen zur Aufhebung der Haftverfügungen blieben erfolglos. Als Gumede nach 90 Tagen das Konsulat verließ, nahm ihn die Polizei in Haft; es folgte eine Anklage wegen Hochverrat. Im Dezember 1985 wurde die Anklage zurückgezogen. Im selben Jahr stand er als UDF-Präsident nach erneuter Wiederwahl weiterhin an der Spitze der Organisation. 
Im April 1986 nahm Gumede an den Trauerfeierlichkeiten für Moses Mabhida in Maputo teil. Am Rande dieses Ereignisses traf er mit Samora Machel zusammen.
Am 24. Februar 1988 wurden die UDF und weitere 16 Organisationen durch die Regierung Südafrikas erneut unter eine Bannungsverfügung gestellt. Zeitgleich waren 18 Personen, darunter Gumede, durch eine solche Bannung an weiterer politischer Arbeit gehindert. Erst 1990 erfolgte die Aufhebung dieser Restriktion. Von 1994 bis zu seinem Tod im Jahr 1998 gehörte er für den ANC der ersten frei gewählten Nationalversammlung an.
Archie Gumede war mit Edith Gumede verheiratet, mit der er sieben Kinder hatte, darunter Donald Gumede, der bis 2019 ebenfalls ANC-Abgeordneter in der Nationalversammlung war. Edith Gumede starb 1990 bei einem Verkehrsunfall.

## Auszeichnungen
2003 wurde Gumede postum der Order of Luthuli in Silber verliehen.
Gumede erhielt 2007 ebenfalls postum den südafrikanischen Satyagraha Outstanding Community Service Award.

## Nachwirkungen
Die Archie Gumede Foundation widmet sich der Erinnerung an Gumede.
Ihm sind die Archie Gumede Lectures an der Durban University of Technology gewidmet. Die erste Vorlesung dieser Reihe hielt 2015 Trevor Manuel unter dem Titel Archie Gumede: one of the stars in the struggle for human rights.